# ميشال بروكوب
ميشال بروكوب (بالتشيكية: Michal Prokop)‏ مواليد 1 أبريل 1981 في براغ، هو دراج تشيكي ضمن فريق تخصص. شارك في دورة الألعاب الأولمبية الصيفية.

## وصلات خارجية
- الموقع الرسمي

## روابط خارجية
- ميشال بروكوب على موقع أرشيف الدراجات (الإنجليزية)
- ميشال بروكوب على موقع CycleBase (الإنجليزية)
- ميشال بروكوب على موقع نتائج كأس العالم لسباقات دراجات (بي.أم.إكس) (الإنجليزية)
- ميشال بروكوب على موقع اللجنة الأولمبية الدولية (الإنجليزية)
- ميشال بروكوب على موقع أوليمبيديا (الإنجليزية)
- ميشال بروكوب على موقع اللجنة الأولمبية التشيكية (التشيكية)
- NBC Olympics Profile